# Zorzines infirma
Zorzines infirma är en fjärilsart som beskrevs av Inoue 1988. Zorzines infirma ingår i släktet Zorzines och familjen nattflyn. Inga underarter finns listade i Catalogue of Life.